# ری گرین
ری گرین (به انگلیسی: Ray Greene) سناتور سابق عضو حزب فدرالیست (آمریکا) بود. وی در سال ۱۷۹۷ تا ۱۸۰۱ میلادی سناتور ایالت رود آیلند در سنای ایالات متحده آمریکا بود.